# あたらしい季節へ
「あたらしい季節へ」（あたらしいきせつへ）は、男性4人組ダンスユニットLeadが2005年4月13日に発売した8枚目のシングルである。

## 概要
2005年第1弾シングル。河口恭吾が書き下ろした楽曲で、Lead初のミディアム・バラードとなっている。
初回封入特典はオリジナル携帯ストラップ1本（全5種類）、リリースイベント参加券、"Lead 2005 Spring キャンペーン"応募ハガキ、オリジナル壁紙がダウンロードできるURL掲載。
コピーコントロールCD仕様での発売は本作が最後となる。
第47回日本レコード大賞金賞を受賞した。

## 収録曲
1. あたらしい季節へ
（作詞、作曲：河口京吾 / 編曲：武藤良明）
日本テレビ系『サルヂエ』、『少年チャンプル』各3月度エンディングテーマ
2. Freedom No Rule
（作詞：T2ya、コトワカナデ / 作曲、編曲：Hayabusa）
3. あたらしい季節へ <instrumental>
4. Freedom No Rule <instrumental>